# Полянский, Юрий Григорьевич
Ю́рий Григо́рьевич Полянский (род. 14 октября 1948) — советский футболист, тренер.
Играл в классе «Б» / второй лиге за клубы «Волна» / «Автомобилист» Кзыл-Орда (1968—1973) и «Алатау» / «Химик» Джамбул (1974—1979). Старший тренер «Химика» с июля 1979 по май 1984. Тренер в «Жетысу» Талды-Курган (1986).